# شورود
شورود (به ترکی آذربایجانی: Şurud) منطقه‌ای مسکونی در جمهوری آذربایجان است که در شهرستان جلفا واقع شده‌است. شورود ۱۸۰ نفر جمعیت دارد.